# Соловьёвск (Забайкальский край)
Соловьёвск — село в Борзинском районе Забайкальского края России. Административный центр сельского поселения «Соловьёвское».

## География
Расположено на железнодорожной ветке Забайкальской железной дороги Борзя — Соловьёвск, в 90 км к юго-западу от районного центра, города Борзи, на границе с Монголией.

## История
Основано в 1923 году. В 1939 году, в связи с боями на Халхин-Голе, при строительстве железнодорожной линии Борзя — Баян-Тумен в Соловьёвске открыта железнодорожная станция.

## Население
| 1989 | 2002 | 2010 | 2011 | 2012 | 2013 | 2014 |
| ---- | ---- | ---- | ---- | ---- | ---- | ---- |
| 982  | ↘790 | ↘674 | ↗747 | ↘652 | ↘632 | ↘599 |
| 2015 | 2021 |      |      |      |      |      |
| ↘570 | ↘495 |      |      |      |      |      |

## Инфраструктура
Средняя школа, библиотека, Дом культуры, фельдшерско-акушерский пункт, гостиница, отделение связи. Основное занятие жителей — сельскохозяйственное производство в коллективном и личных подсобных хозяйствах.

## Транспорт
Железнодорожная станция Соловьёвск. На май 2014 года железная дорога поддерживается в рабочем состоянии, но пассажирское движение как через границу, так и вглубь России отсутствует много лет.

## Пограничные пункты пропуска
В Соловьёвске имеется два пункта пропуска через российско-монгольскую границу: железнодорожный, на котором не существует пассажирского движения, и автомобильный.
Автомобильный пункт пропуска является на январь 2015 года многосторонним, то есть открытым для граждан всех стран. Иногда через границу здесь пропускаются граждане третьих стран, являющиеся пассажирами российских или монгольских автотранспортных средств. Пункт пропуска изредка используется российскими автотуристами на внедорожниках, так как на прилегающей монгольской территории автомобильной дороги нет и движение осуществляется по степи. Также через пункт пропуска пропускаются велосипедисты — граждане России и Монголии.
В январе 2014 через автодорожный пункт пропуска Соловьёвск успешно выбыла из России в Монголию французская экспедиция на ездовых собаках 2
Летом 2014 года граждане России на автомобиле с номерами Чехии без проблем въехали из Монголии в Россию через Соловьёвск, и отмечали, что границу здесь иногда пересекают и граждане третьих стран 3.